# Полинеро
Полѝнеро или Наиплѝ (на гръцки: Πολύνερο, катаревуса: Πολύνερον, Полинерон, до 1927 година Ναϊπλή, Наипли) е село в Гърция, в дем Кавала, област Източна Македония и Тракия.

## География
Селото е разположено на 500 m надморска височина, на 25 километра северно от Кавала, в планината Чалдаг (Леканис Ори).

## История

### В Османската империя
Съгласно статистиката на Васил Кънчов („Македония. Етнография и статистика“) към 1900 година Наипли е турско селище. В него живеят 500 турци. Според преданията днешното село Буйново със старо име Наипли е основано от преселници от Кавалско.

### В Гърция
След Междусъюзническата война в 1913 година селото попада в Гърция. Според гръцката статистика през 1913 година в Наипли (Ναϊπλή) живеят 551 души. В 1923 година жителите на Наипли са изселени в Турция по силата на Лозанския договор и на тяхно място са заселени гърци бежанци. През 1928 година името на селото е сменено от Наипли (Ναϊπλή) на Полинерон (Πολύνερον). До 1928 година в Наипли са заселени 49 гръцки семейства със 197 души - бежанци от Турция. Българска статистика от 1941 година показва 230 жители.
Основно производство е тютюнът, като се гледат и житни култури и частично е развито и скотовъдството.
| Име      | Име       | Ново име    | Ново име    | Описание                             |
| -------- | --------- | ----------- | ----------- | ------------------------------------ |
| Рен дере | Ρὲν Ντερὲ | Химадио     | Χειμαδιό    | местност в Урвил, Ю от Полинеро      |
| Хариет   | Χαριὲτ    | Ставродроми | Σταυροδρόμι | местност в Урвил, З от Полинеро      |
| Грон     | Γκρὰν     | Ексохи      | Ἐξοχή       | връх в Урвил (778 m), СЗ от Полинеро |

| Година    | 1913 | 1920 | 1928 | 1940 | 1951 | 1961 | 1971 | 1981 | 1991 | 2001 | 2011 | 2021 |
| --------- | ---- | ---- | ---- | ---- | ---- | ---- | ---- | ---- | ---- | ---- | ---- | ---- |
| Население | 551  | 472  | 160  | 233  | 161  | 133  | 37   | 24   | 45   | 28   | 18   | 15   |